# Фредерік де Лафресне
Барон Ноель Фредерік Арман Андре де Лафресне (фр. Nöel Frédéric Armand André de Lafresnaye; 1783-1861) — французький орнітолог. Описав понад 160 видів птахів. Часто співпрацюв з натуралістом Алсидом д'Орбіні.

## Біографія
Фредерік де Лафресне народився в аристократичній сім'ї у родинному маєтку Шато де Лафресне у Фалезі в Нормандії. Він цікавився природознавством, зокрема ентомологією. Після придбання колекції європейських птахів він захопився орнітологією. Він зібрав у своєму будинку колекцію з понад 8000 опудал птахів. Після його смерті колекцію придбав американський колекціонер Генрі Браянт і подарував Бостонському природознавчому товариству. У 1914 році колекція перейшла у Музей порівняльної зоології.

## Епоніми
На честь Лафресне названі:
- Diglossa lafresnayii — вид птахів з родини саякових (Thraupidae)
- Lafresnaya та Lafresnaya lafresnayi — рід та вид колібрі
- Picumnus lafresnayi — вид дятлів.